# Waikerie
Waikerie – miasto w Australii, w stanie Australia Południowa.